# Józef Kossobudzki
Józef Kossobudzki herbu Pobóg – wojski większy inowłodzki w latach 1789–1793, konsyliarz konfederacji targowickiej z powiatu inowłodzkiego.